# Талабаева, Людмила Заумовна
Людмила Заумовна Талабаева (род. 6 июня 1957, Чёрная Речка, Приморский край, РСФСР, СССР) — российский политик, представитель от Законодательного собрания Приморского края в Совете Федерации России, член Комитета Совета Федерации по аграрно-продовольственной политике и природопользованию.
Из-за поддержки российско-украинской войны — под санкциями 27 стран ЕС, Великобритании, США, Канады, Швейцарии, Австралии, Украины, Новой Зеландии.

## Биография
Родилась 6 июня 1957 года в посёлке Чёрная Речка, Приморский край. Завершила обучение в 1979 году, окончив Дальневосточный государственный технический рыбохозяйственный университет. Инженер-технолог.
В 1979 году устроилась на работу на Бобруйскую хозрасчетную оптовую базу «Могилеврыба». Здесь работала и товароведом, и инженером технологом. Последняя должность старший инженер-технолог базы.
Следующее место работы стало Владивостокская заготовительно-сбытовая контора «Дальрыбсбыт». С 1985 по 1987 годы работала на должности старшего инженера-технолога, заместителя начальника отдела организации сбыта. До 1989 года на освобождённой основе являлась освобожденным председателем профсоюзного комитета «Дальрыбсбыт».
ОАО Владивостокский Морской Рыбный Порт был местом трудовой деятельности в период с 1989 по 2004 годы. Прошла путь от начальника производственно-технического отдела до директора по производству. Далее стала генеральным директором ООО «ДальРыбПорт». Впоследствии советник генерального директора ОАО «Дальневосточный коммерческий холодильник».
В 2007 году победила на выборах в депутаты Думы города Владивосток III созыва. Занимала должность Председателя Комитета по социальной политике и делам ветеранов Думы города Владивосток. В 2012 году переизбиралась вновь.
Наделена полномочиями члена Совета Федерации с 5 октября 2016 года. Член Комитета СФ по аграрно-продовольственной политике и природопользованию.

## Международные санкции
9 марта 2022 года, на фоне вторжения России на Украину, внесена в санкционный список всех стран Европейского союза так как она голосовала за ратификацию договоров о дружбе с самопровозглашёнными ЛНР и ДНР.
23 марта 2022 года внесена в санкционный список Канады «соратников режима» за содействие в нарушения суверенитета и территориальной целостности Украины.
Указом президента Украины Владимира Зеленского от 7 сентября 2022 находится под санкциями Украины за «поддержку незаконным попыткам России аннексировать суверенную украинскую территорию путем проведения фиктивных референдумов».
30 сентября 2022 года внесена в санкционный список Соединенных Штатов Америки «за аннексию Путиным регионов Украины» и одобрения закона о фейках. Государственный департамент отмечает что сенаторы  «проголосовали за одобрение просьбы Путина о вводе войск в Украину, что послужило неоправданным предлогом для полномасштабного вторжения России в Украину».
По аналогичным основаниям находится под санкциями Великобритании, Швейцарии, Новой Зеландии и Австралии

## Семья
Замужем, её супруг — пенсионер. Воспитала дочь, которая в настоящее время замужем. Есть внучка.

## Награды
За заслуги перед государством и многолетний добросовестный труд Людмила Заумовна удостоена:
- Медаль ордена «За заслуги перед Отечеством» II степени (27 февраля 2020) — за большой вклад в развитие парламентаризма и активную законотворческую деятельность[14].
- Благодарность Президента Российской Федерации (апрель 2013)[15].
- Почётного звания «Заслуженный работник рыбной промышленности Российской Федерации» (2010)[16]

Награждена:
- Нагрудный знак «Почётный работник рыбного хозяйства России» (июль 2002).
- Почетная грамота Законодательного Собрания Приморского края (2007).
- Нагрудный знак «70 лет Приморскому краю» (октябрь 2008).
- Почётная грамота Губернатора Приморского края (июль 2008).
- Знак отличия «За заслуги перед Владивостоком» II степени (2009).
- Почетная грамота Законодательного Собрания Приморского края (2009).
- Благодарность Законодательного Собрания Приморского края (2010).
- Звезда ордена «Гордость нации» (февраль 2010).
- Благодарность главы города Владивостока (2010).
- Памятный Знак «150 Лет Владивостоку» (2010).
- Знак отличия «За заслуги перед Владивостоком» I Степени (2012).
- Медаль Федерального агентства по рыболовству «За заслуги в развитии рыбного хозяйства России» II степени (2012).
- Благодарность Президента Российской Федерации (2013).
- Благодарность губернатора Приморского Края (2015).
- Благодарственное письмо Администрации города Владивостока (2015).
- Памятный знак «155 лет городу Владивостоку» (2015).
- Памятный знак «70 лет Победы советского народа в Великой Отечественной войне 1941—1945 годов» (2015).
- Почетная грамота Совета Федерации Федерального Собрания Российской Федерации (2015).[источник не указан 955 дней]
- Благодарность Председателя Государственной Думы Федерального Собрания Российской Федерации (2016).[источник не указан 955 дней]
- Почетная грамота губернатора Приморского края (2016).
- Почетная грамота Думы города Владивостока (2016).
- Медаль «Совет Федерации. 20 Лет» (2017).
- Благодарность Правительства Российской Федерации (2018).[источник не указан 955 дней]
- Медаль «Совет Федерации. 25 Лет» (2018).
- Благодарность Председателя Совета Федерации Федерального Собрания Российской Федерации (2022).[источник не указан 955 дней]